# Cardarigano (século VII)
Cardarigano (em grego: Καρδαριγάν; romaniz.: Kardarigán; em latim: Cardariganus) foi um general sassânida do começo do século VII que lutou na guerra bizantino-sassânida de 602-628. Ele é usualmente distinguido de outro general persa de mesmo nome que esteve ativo durante a década de 580. Seu nome é na verdade um título honorífico que significa "falcão preto".

## Biografia

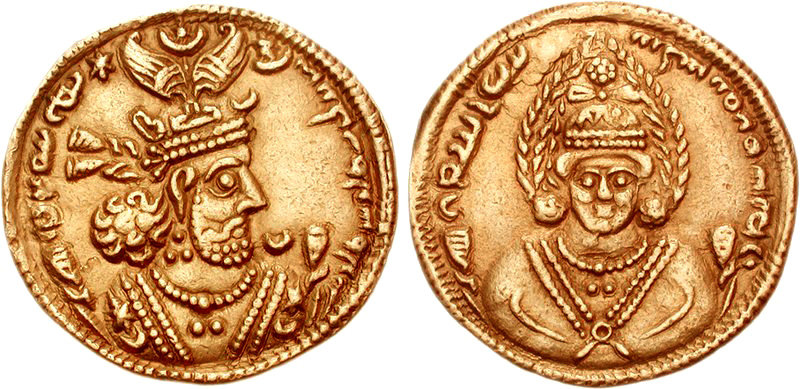
Dinar de ouro de r.

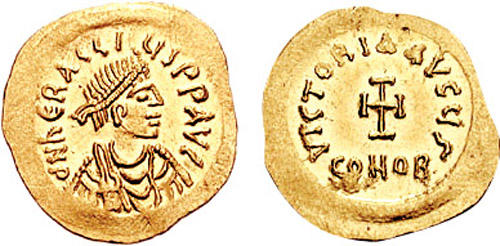
Tremisse de Heráclio r.

Quando o xá Cosroes II (r. 590–628) declarou guerra contra o usurpador Focas (r. 602–610), enviou Cardarigano e Sarbaro contra as posições bizantinas na Armênia e Anatólia (c. 607/608). De acordo com uma fonte siríaca, que ecoou na Crônica de Teófanes, o Confessor, as forças de Cardarigano teriam sitiado muitas cidades, conquistado a Armênia, e marchado através da Capadócia, Galácia e Paflagônia alcançando a Calcedônia em 608 ou 609. Esta informação, contudo, é considerada imprecisa pelos estudiosos modernos.
Cardarigano reaparece em 626, como o segundo-em-comando do exército sob Sarbaro que havia partido para sitiar Constantinopla com os ávaros. No evento, a destruição pelos bizantinos de uma frota dos ávaros forçou os persas a um papel passivo no cerco, que foi repelido. Neste conjuntura, Cosroes enviou uma carta para ele, ordenando que ele matasse Sarbaro, assumisse o comando do exército e retornasse à Pérsia. A carta foi interceptada pelos bizantinos, que alteraram-na para mostrar que Cosroes tinha ordenado a execução de não menos que 400 oficiais do exército. Isto provoca uma revolta contra Cosroes, e Sarbaro e o exército concluem uma aliança com o imperador bizantino Heráclio (r. 610–641).
Cardarigano lealmente apoiou Sarbaro. Em 630, Sarbaro matou o rei legítimo, o xá Artaxer III (r. 628–630) e tomou o trono para si. Cardarigano opôs-se contra seu antigo comandante, mas foi derrotado e morto.